# Gmina Dwikozy
Die Gmina Dwikozy ist eine Landgemeinde im Powiat Sandomierski der Woiwodschaft Heiligkreuz in Polen. Ihr Sitz ist das gleichnamige Dorf mit etwa 2100 Einwohnern.

## Verkehr
Der Dienstbahnhof Dwikozy liegt an der Bahnstrecke Łódź–Dębica.

## Gliederung
Zur Landgemeinde (gmina wiejska) Dwikozy gehören folgende 23 Dörfer mit einem Schulzenamt:
Bożydar
Buczek
Czermin
Dwikozy
Gałkowice
Gierlachów
Góry Wysokie
Kamień Łukawski
Kępa Chwałowska
Kolonia Gałkowice
Mściów
Nowe Kichary
Nowy Garbów
Nowy Kamień
Romanówka
Rzeczyca Mokra
Rzeczyca Sucha
Słupcza
Stare Kichary
Stary Garbów
Szczytniki
Winiarki
Winiary
Weitere Orte der Gemeinde sind:
Antoniówek
Browarzysko
Buczek
Błonie
Cegielnia
Charula
Czermin Panieński
Dół
Dziesiątki
Dziewicza Góra
Dębina
Gajówka
Gierlachów Bliższy
Gierlachów Dalszy
Górki
Góry Dolne
Góry Panieńskie
Góry pod Lasem
Góry pod Torem
Janów
Jaroszówka
Kapustnisko
Karczmówka
Kobylany
Kogutki
Koło Woźnicy
Krzywda
Księża Góra
Księże Pole
Lisiny
Mogiłki
Na Studzienkach
Niecieckie
Niskie Góry
Niwa
Nowa Wieś
Ogrody
Ogrojec
Osada Młyńska
Pasieki
Pasternik
Pod Czerminem
Pod Kępą
Pod Lasem
Pod Upustem
Podgaje
Podlesie
Podwórze
Przedanki
Przydanka
Rędzina
Sachalin
Smyków
Studniska
Wodenica
Wójtówka
Wołaczów
Wroników
Za Głęboką Drogą
Za Koleją
Za Owczarnią
Zadole
Zalesie
Zamłynie
Zaprzykopie
Zarzecze
Łopaty